# 天主教圣三堂 (芝加哥)
天主教圣三堂（英語：Holy Trinity Church）是一座罗马天主教教堂，位于美国芝加哥西区 北高贵街1118号，是肯尼迪高速公路沿线众多的波兰教堂之一。该堂为典型的“波兰主教座堂风格”，这类宏伟的宗教建筑还有天神之后堂、圣海德薇堂、圣若望·坎特厄斯堂等等。
该堂创立于1872年，以纾缓该市第一个波兰教堂圣达尼老堂的挤迫情形。目前的教堂于1905年开工，1906年10月竣工。当地建筑师威廉·克里格设计。该建筑融合了多种风格。门廊为新古典主义风格，有4根科林斯柱。上部装饰变为巴洛克风格。堂内南北窗则是哥特-罗曼式风格。

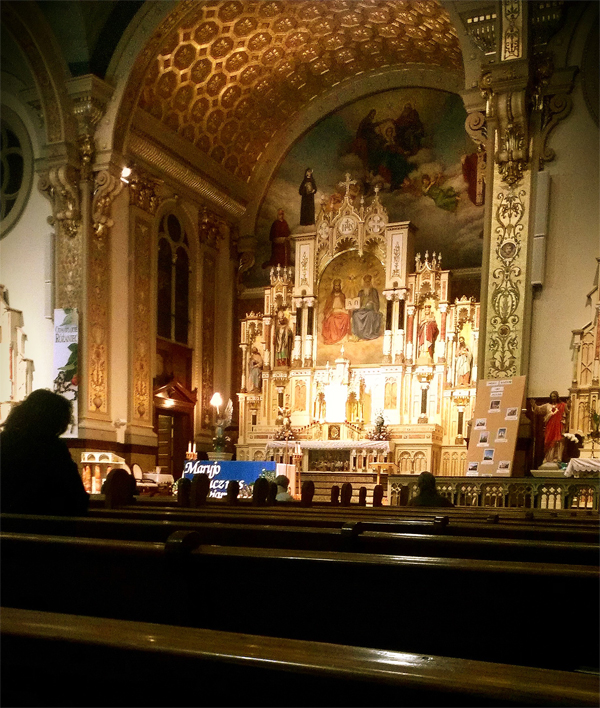
祭台

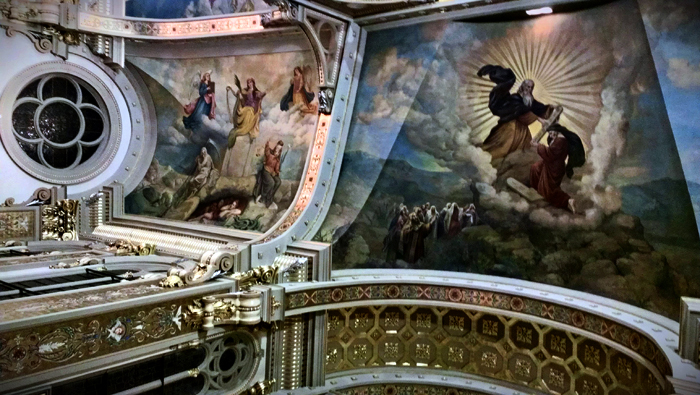
天花板壁画